# Premi Daoíz
El Premi Daoíz d'Artilleria és un dels premis més importants de l'Exèrcit espanyol, concedit al militar que més hagi destacat en el camp de l'artilleria.
El premi rep el nom en honor de l'heroi del Dos de Maig, Luis Daoíz i pel Capità d'Artilleria Francisco Villalón-Daoiz y Villalón. Fou creat el 27 de juny de 1908, i dotat amb la quantitat de 25.000 pessetes, amb els interessos d'aquests diners, s'adquireix el premi, consistent en un sabre reglamentari per a oficial d'Artilleria Mod. 1862.
Per norma general és lliurat pel Rei d'Espanya o per un representant seu i consisteix en un sabre de fulla corbada sobre el qual hi ha la inscripció commemorativa i un puny de fusta amb filigrana d'or. El lliurament del premi s'efectua tradicionalment a l'Alcàsser de Segòvia on se situa el bressol de l'artilleria espanyola, el Reial Col·legi d'Artilleria de Segòvia.

## Premiats
- 1908-1913 Comandant d'Artilleria Antonio Garrido Valdivia
- 1913-1918 General de Divisió Luis de Santiago y Aguirrebengoa
- 1918-1923 Capità d'Artilleria Vicente Buzón y Llanes
- 1923-1928 General D. Atanasio Torres Martín
- 1928-1933 Coronel d'Artilleria Juan Moreno Luque
- 1933-1938 Coronel d'Artilleria Juan Costilla Arias
- 1938-1943 Tinent General Joaquín García Pallasar
- 1943-1948 Tinent General Carlos Martínez de Campos y Serrano
- 1948-1953 General Inspector del CIAC. José María Fernández Ladreda i General D. José Sánchez Gutiérrez
- 1953-1958 General Francisco Pérez Montero
- 1958-1963 General Joaquín Planell Riera
- 1963-1968 Tinent General Ramón Rodríguez Vita
- 1968-1973 Coronel CIAC. Jacobo Sanjurjo y San Millán
- 1973-1978 Tinent General Manuel Marcide Odriozola
- 1978-1983 General de Brigada José Pontijas de Diego
- 1983-1988 General CIAC. Guillermo Jenaro Garrido
- 1988-1993 General de Divisió José Suanzes Siljestrom
- 1993-1998 General de Divisió Antonio Vázquez Gimeno
- 1998-2003 General d'Exèrcit Alfonso Pardo de Santayana Coloma
- 2003-2008 Tinent General Víctor Daniel Rodríguez Cerdido
- 2008-2013 Tinent General Cayetano Miró Valls